# Onthophagus pinaroo
Onthophagus pinaroo là một loài bọ cánh cứng trong họ Bọ hung (Scarabaeidae).